# Megalomyrmex adamsae
Megalomyrmex adamsae (лат.) — вид муравьёв рода Megalomyrmex из подсемейства мирмицины (Myrmicinae, Solenopsidini). Центральная Америка: Панама.

## Описание
Мелкие муравьи (около 5 мм) желтовато-оранжевого цвета, гладкие и блестящие. Ширина головы (HW) 0,82-0,90 мм, длина головы (HL) 0,88-0,96 мм, длина скапуса усика (SL) 0,85-0,92 мм.
Усики рабочих 12-члениковые с булавой из 3 сегментов (у самцов усики из 13 сегментов). Формула нижнечелюстных и нижнегубных щупиков рабочих 3,2; у самцов — 4,3. Жвалы рабочих с несколькими зубцами (обычно 6). Жало развито. Стебелёк между грудкой и брюшком состоит из двух члеников: петиоля и постпетиоля. Заднегрудка без проподеальных зубцов.
M. adamsae ксенобионт, ассоциирован с грибководами рода Trachymyrmex, в гнёздах которых обитают и питаются в грибных садах вида-хозяина. Некоторые другие виды рода Megalomyrmex известны как специализированные социальные паразиты муравьёв-листорезов Attini. Близкий вид M. symmetochus ассоциирован с грибководами рода Sericomyrmex. Вид был впервые описан в 2010 году американским мирмекологом Джоном Лонгино (англ. John T. Longino; Колледж Вечнозелёного штата, Олимпия, штат Вашингтон), а его валидный статус подтверждён в ходе ревизии в 2013 году американскими мирмекологами Брендоном Будино (Brendon E. Boudinot), Теодором Самнихтом (Theodore P. Sumnicht; University of Utah, Солт-Лейк-Сити, Юта, США) и Рашель Адамс (Rachelle M. M. Adams; Department of Entomology Smithsonian Institution, Вашингтон, США). Таксон включён в видовую группу Megalomyrmex silvestrii-group вместе с видами M. fungiraptor, M. mondabora, M. mondaboroides, M. nocarina, M. reina, M. silvestrii, M. symmetochus, M. wettereri.Видовое название дано в честь Rachelle Adams за помощь в полевых исследованиях.